# Hoplandromyia madagascariensis
Hoplandromyia madagascariensis är en tvåvingeart som beskrevs av Albany Hancock 1985. Hoplandromyia madagascariensis ingår i släktet Hoplandromyia och familjen borrflugor.
Artens utbredningsområde är Madagaskar. Inga underarter finns listade i Catalogue of Life.